# خورخي باربوسا دي ليما
خورخي باربوسا دي ليما هو لاعب كرة قدم برازيلي في مركز الهجوم، ولد في 6 أغسطس 1979 في البرازيل. لعب مع نادي كارتاهينيس.